# Osceola (Nueva York)
Osceola es un pueblo ubicado en el condado de Lewis en el estado estadounidense de Nueva York. En el año 2000 tenía una población de 265 habitantes y una densidad poblacional de 1 personas por km².

## Geografía
Osceola se encuentra ubicado en las coordenadas 43°32′7″N 75°42′0″O / 43.53528, -75.70000.

## Demografía
Según la Oficina del Censo en 2000 los ingresos medios por hogar en la localidad eran de $ 35,469 y los ingresos medios por familia eran $38,750. Los hombres tenían unos ingresos medios de $31,125 frente a los $20,750 para las mujeres. La renta per cápita para la localidad era de $17,467. Alrededor del 12.2% de la población estaban por debajo del umbral de pobreza.